# سيباستيان فيرانتي
سيباستيان بيترو إنوسينزو أدهمار زياني دي فيرانتي (9 أبريل 1864 – 13 يناير 1930) كان مهندسًا كهربائيًا ومخترعًا بريطانيًا.

## حياته الشخصية
ولد سيباستيان زياني دي فيرانتي في مدينة ليفربول بإنجلترا. كان والده الإيطالي سيزار مصورًا (ابن الملحن ماركو أوريليو زاني دي فيرانتي) وكانت والدته جوليانا دي فيرانتي (ني سكوت) عازفة بيانو. تلقى تعليمه في مدرسة هامبستيد بلندن. وكلية سانت أوغسطن، ويستجيتون سي؛ وجامعة كوليدج لندن.
تزوج جيرترود بروث إينس في 24 أبريل 1888 وأنجبا سبعة أطفال معًا. توفي فيرانتي في 13 يناير 1930 في زيورخ بسويسرا. تم دفنه في نفس المقبرة مع والديه وابنته يولاندا في مقبرة هامبستيد، لندن.
كان حفيده، باسيل دي فيرانتي، سياسيًا محافظًا. فيم اخترعت حفيدته فاليري هانتر جوردون ما يعتبر أول حفاظة في العالم يمكن التخلص منها ونظام الفوط الصحية مبكر.

## حياته المهنية

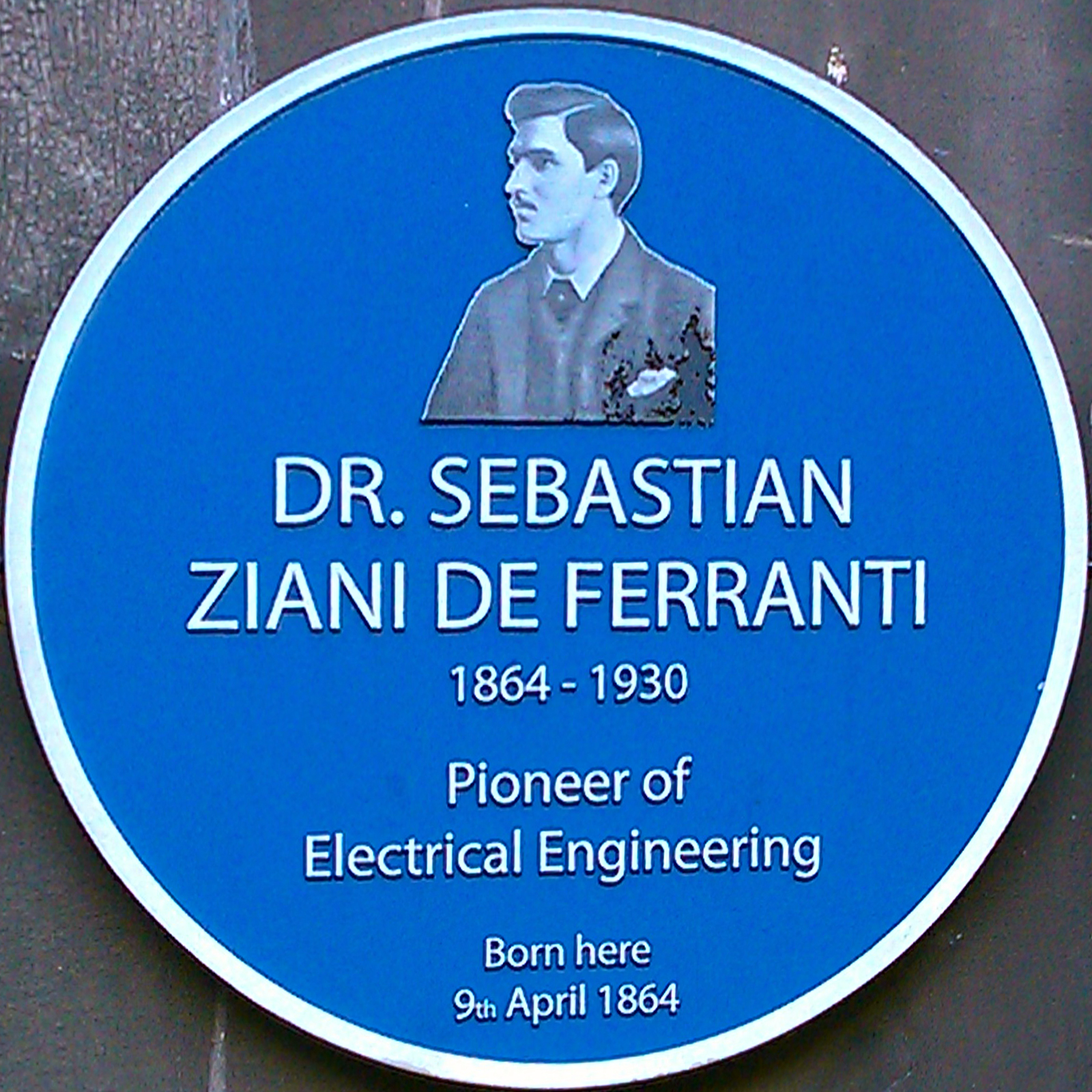
تكريم سيباستيان باللوحة الزرقاء (ليفربول)

أظهر فيرانتي موهبة رائعة في الهندسة الكهربائية منذ طفولته. كان أول اختراع له، في سن 13 عامًا، مصباحًا مقوسًا لإضاءة الشوارع. وبحسب ما ورد، في سن السادسة عشرة تقريبًا، بنى مولدًا كهربائيًا (يحتوي على "محرك متعرج ") بمساعدة ويليام طومسون (اللورد كلفن) ثم حصل على براءة اختراع للجهاز (يسمى " فيرانتي دينامو "). عمل في شركة سيمنز براذرز في تشارلتون بلندن، وفي عام 1882 أسس متجرًا في لندن لتصميم العديد من الأجهزة الكهربائية مثل شركة فيرانتي وطوماس وإينس.
في أواخر ثمانينيات القرن التاسع عشر، كان هناك نقاش داخل الصناعة الأمريكية حول نقل الطاقة الكهربائية، المعروف باسم حرب التيارات. دعم توماس إديسون نظامًا قائمًا على التيار المباشر (DC)، ويرجع ذلك إلى حد كبير إلى امتلاكه العديد من براءات الاختراع الرئيسية وإنشاء بعض محطات الطاقة التي تزود طاقة التيار المستمر. دعمت شركة ويستينغهاوس إلكتريك المنافسة نظام التيار المتردد (AC).
راهن فيرانتي على نظام التيار المتردد (AC) في وقت مبكر، وكان أحد الخبراء القلائل في هذا النظام في المملكة المتحدة. في عام 1887، استأجرت شركة لندن للإمدادات الكهربائية (LESCo) شركة فيرانتي لتصميم محطة الطاقة الخاصة بها في دتفورد. حيث قام بتصميم المبنى ومحطة التوليد ونظام التوزيع. عند اكتمالها في عام 1891، كانت أول محطة طاقة حديثة، حيث كانت تزود طاقة التيار المتردد عالية الجهد للتوزيع عند 11 كيلو فولت. لا يزال هذا النظام الأساسي قيد الاستخدام اليوم في جميع أنحاء العالم. تشكل إحدى الدعائم المتبقية لقاعة التوليد بمحطة كهرباء ديبتفورد إطار اللافتة في متحف العلوم والصناعة في مانشستر بالمملكة المتحدة، موطن محفوظات فيرانتي.
تغير وضع شركة فيرانتي التي أسسها فيرانتي في عام 1885 مع فرانسيس إينس وتشارلز سباركس كشريكين، حيث أصبحت شركة فيرانتي وطوماس وإينس المحدودة في عام 1890 وشركة فيرانتي المحدودة في عام 1900، بعد استقالة إينس وسباركس. حيث استمرت الشركة لفترة أطول من حياة مؤسسها وطورت فيرانتي مارك 1، أول كمبيوتر للأغراض العامة متوفر تجاريًا في العالم، في عام 1951.
كان سيباستيان دي فيرانتي رئيسًا لمعهد المهندسين الكهربائيين بين عامي 1910 و1911، وانتُخب زميلًا في الجمعية الملكية عام 1927. حصل على الدكتوراه الفخرية من جامعة مانشستر عام 1912. وشاركت بنشاط في تشكيل اتحاد مصنعي الأجهزة الكهربائية والحلفاء البريطانيين (BEAMA) في عام 1911 وكان أول رئيس لها حتى عام 1913.
في عام 1932، احتفلت شركة لندن للطاقة بذكرى سيباستيان من خلال تسمية سفينة تجارية ساحلية جديدة باسمه وهي إس إس فيرانتي 1315 GRT.

## براءات الاختراع
- " U.S. Patent 341٬097 آلة كهربائية دينامو أحادية القطب".

## وصلات خارجية
- معهد الهندسة والتكنولوجيا
- سيباستيان فيرانتي على موقع فايند أغريف